# ميمز (برمجية خبيثة)

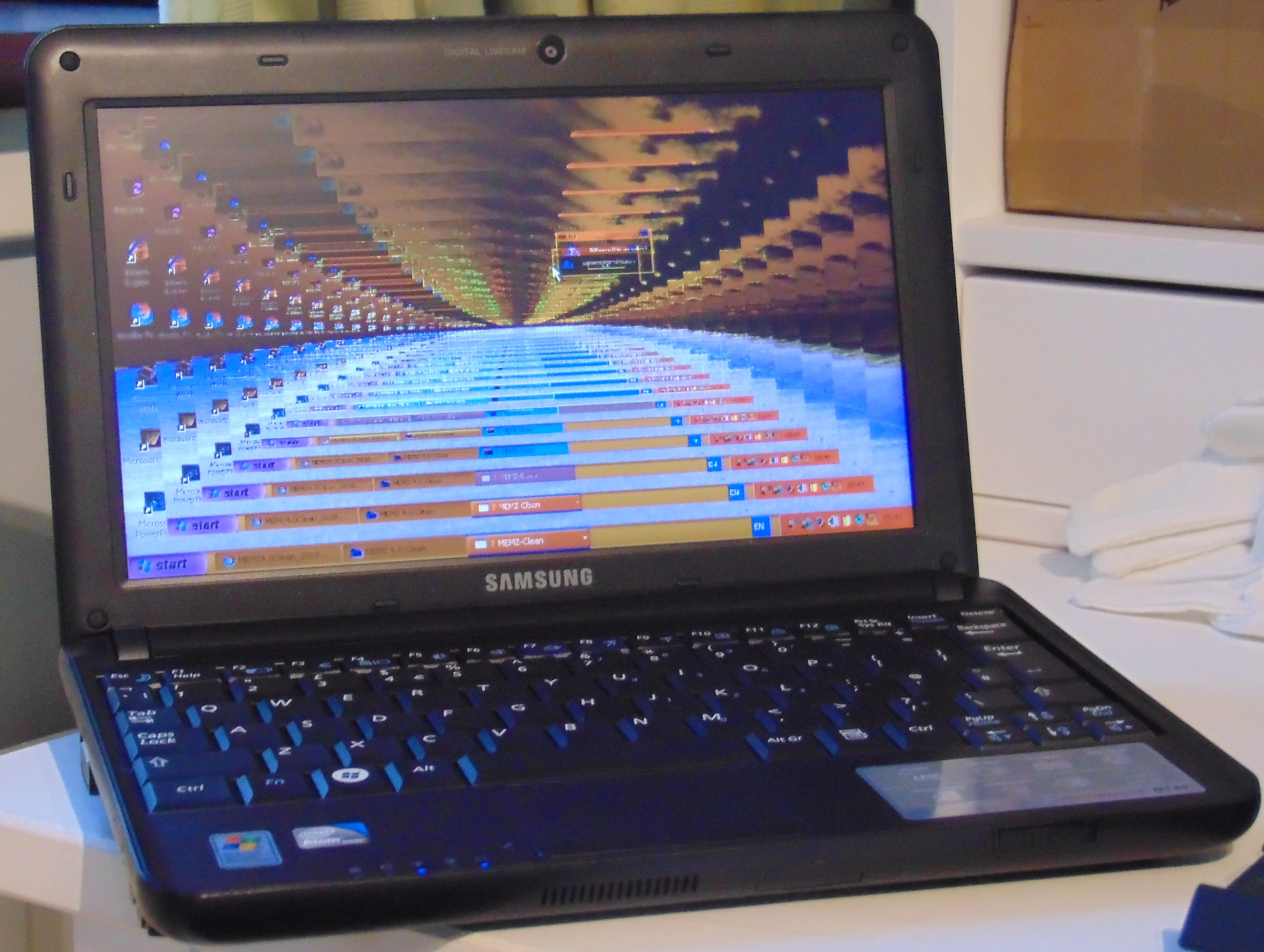
حصان طروادة MEMZ يعمل على Samsung N130 مثبت عليه Windows XP. أحد الحمولات الرئيسية للبرنامج ، وهو تأثير "نفق الشاشة" يذكرنا بـ

ميمز هو برمجية خبيثة أنشأ لنظام مايكروسوفت ويندوز.
لهذه البرمجية الخبيثة حمولة عبقرية ومعقدة. تتضمن الهجمة التلاعب بمؤشر الفأرة بحركة مجنونة، وفتح نوافذ بحوث مضحكة على جوجل مثل «كيف احذف مجلد system32» على متصفح الويب الخاص بالمستخدم، وفتح العديد من برامج النظام. .تعتمد البرمجية على ميمات الإنترنت.